# Elachorbis subtatei
Elachorbis subtatei är en snäckart som först beskrevs av Suter 1907.  Elachorbis subtatei ingår i släktet Elachorbis och familjen Vitrinellidae. Inga underarter finns listade i Catalogue of Life.